# Silnice II/437
Silnice II/437 je moravská silnice II. třídy, která vede z Přáslavic přes Lipník nad Bečvou a Bystřici pod Hostýnem na okraj Vsetína. Je dlouhá 64,6 km. Prochází dvěma kraji a čtyřmi okresy.
V počátečním úseku z Přáslavic do Lipníka vede v trase původní silnice I/35, nyní doprovodné komunikace k dálnici D35. Dále prochází napříč Moravskou branou, Podbeskydskou pahorkatinou a přes dvě sedla v Hostýnských vrších. V krátkém koncovém úseku vede v původní trase silnice I/57.

## Vedení silnice

### Olomoucký kraj

#### okres Olomouc
- MÚK s I/35 (Velká Bystřice)
- Přáslavice (křiž. III/4366, III/44318)
- Kocourovec (křiž. II/436)
- Daskabát
- Velký Újezd (obchvat, III/03554, III/43617)
- exit 290 Velký Újezd (křiž. D35, II/441, III/43618)

#### okres Přerov
- Staměřice (křiž. III/03555)
- Skoky (křiž. III/43623)
- Dolní Újezd (obchvat, křiž. III/4373, III/43623)
- exit 294 Lipník na Bečvou-Trnávka (křiž. D1)
- Trnávka
- Lipník nad Bečvou – ul. Na Horecku, Osecká, Novosady/Komenského sady, Smetanova, Prostřední mlýn (křiž. I/47, II/434, III/03557, III/4372, peáž s II/434)
- Týn nad Bečvou (křiž. III/43712)
- Lhota (křiž. III/4381, III/43714,
- odb. Kladníky (III/43421)
- odb. Radotín (III/43719)
- Oprostovice
- odb. Bezuchov (III/43722)
- Radkova Lhota-Lhotsko (křiž. III/43724)

### Zlínský kraj

#### okres Kroměříž
- Blazice (křiž. III/43726)
- Sovadina
- Bystřice pod Hostýnem – ul. Lipnická, Pod Platany, Čs. brigády, Havlíčkova, Vsetínská (křiž. II/150, III/43729, III/43730, peáž s II/150, II/438)
- Chvalčov
- sedlo Tesák
- odb. Vičanov
- odb. Rajnochovice (propojka na III/01866)
- sedlo Troják

#### okres Vsetín
- odb. Držková (II/489)
- Hošťálková
- Ratiboř (křiž. III/43733)
- MÚK s I/57 (Jablůnka)
- odb. Semetín (III/05734)
- křiž. I/57, III/05736 (Vsetín)